# Reprezentacja Jugosławii w piłce nożnej mężczyzn
Reprezentacja Jugosławii w piłce nożnej mężczyzn (mac. Репрезентација на Југославија во фудбал за мажи, serb.-chor. Reprezentacija Jugoslavije u fudbalu za muškarce / Репрезентација Југославије у фудбалу за мушкарце, słoweń. Reprezentanca Jugoslavije v nogometu za moške) – nieistniejący zespół narodowy piłkarzy nożnych Jugosławii. W języku macedońskim, serbsko-chorwackim i słoweńskim reprezentacja Jugosławii nosiła przydomek Plavi (Niebiescy). Do zmian ustrojowych w 1929 drużyna występowała jako reprezentacja Królestwa Serbów, Chorwatów i Słoweńców. 
Jugosławia to siedmiokrotny uczestnik finałów Mistrzostw Świata i czterokrotny uczestnik Mistrzostw Europy.
Jugosławia była jednym z pierwszych uczestników Mistrzostw Świata w piłce nożnej. W MŚ 1930 dotarła do półfinału (nie rozgrywano wtedy meczu o trzecie miejsce). W MŚ 1962 Jugosławia zajęła 4 miejsce, co jest największym sukcesem w historii jugosłowiańskiej piłki.
W pierwszym turnieju Mistrzostw Europy 1960 drużyna zajęła drugie miejsce po porażce w finale z ZSRR. W 1968 drużyna powtórzyła wynik, przegrywając tym razem z Włochami. W Mistrzostwach Europy 1976, które odbywały się w Jugosławii, drużyna zajęła czwarte miejsce po przegranej z Holandią.

## Udział w międzynarodowych turniejach

### Igrzyska olimpijskie
| Udział w igrzyskach olimpijskich | Udział w igrzyskach olimpijskich | Udział w igrzyskach olimpijskich | Udział w igrzyskach olimpijskich | Udział w igrzyskach olimpijskich | Udział w igrzyskach olimpijskich | Udział w igrzyskach olimpijskich | Udział w igrzyskach olimpijskich | Udział w igrzyskach olimpijskich | . | Kwalifikacje do igrzysk olimpijskich | Kwalifikacje do igrzysk olimpijskich | Kwalifikacje do igrzysk olimpijskich | Kwalifikacje do igrzysk olimpijskich | Kwalifikacje do igrzysk olimpijskich | Kwalifikacje do igrzysk olimpijskich | Uwagi                               |
| Rok                              | Runda                            | Miejsce                          | M                                | W                                | R                                | P                                | B+                               | B-                               | . | M                                    | W                                    | R                                    | P                                    | B+                                   | B-                                   | Uwagi                               |
| -------------------------------- | -------------------------------- | -------------------------------- | -------------------------------- | -------------------------------- | -------------------------------- | -------------------------------- | -------------------------------- | -------------------------------- | - | ------------------------------------ | ------------------------------------ | ------------------------------------ | ------------------------------------ | ------------------------------------ | ------------------------------------ | ----------------------------------- |
| 1920                             | I runda                          | 12/14                            | 1                                | 0                                | 0                                | 1                                | 0                                | 7                                | . |                                      |                                      |                                      |                                      |                                      |                                      | jako KSHS                           |
| 1924                             | I runda                          | 21/22                            | 1                                | 0                                | 0                                | 1                                | 0                                | 7                                | . |                                      |                                      |                                      |                                      |                                      |                                      | jako KSHS                           |
| 1928                             | I runda                          | 13/17                            | 1                                | 0                                | 0                                | 1                                | 1                                | 2                                | . |                                      |                                      |                                      |                                      |                                      |                                      | jako KSHS                           |
| 1936                             | Nie brała udziału                | Nie brała udziału                | Nie brała udziału                | Nie brała udziału                | Nie brała udziału                | Nie brała udziału                | Nie brała udziału                | Nie brała udziału                | . | jako YUG                             |                                      |                                      |                                      |                                      |                                      |                                     |
| 1948                             | II miejsce                       | 2/18                             | 4                                | 3                                | 0                                | 1                                | 13                               | 6                                | . | jako YUG                             |                                      |                                      |                                      |                                      |                                      |                                     |
| 1952                             | II miejsce                       | 2/25                             | 6                                | 4                                | 1                                | 1                                | 26                               | 13                               | . | jako YUG                             |                                      |                                      |                                      |                                      |                                      |                                     |
| 1956                             | II miejsce                       | 2/11                             | 3                                | 2                                | 0                                | 1                                | 13                               | 3                                | . | jako YUG                             | Udział bez kwalifikacji              | Udział bez kwalifikacji              | Udział bez kwalifikacji              | Udział bez kwalifikacji              | Udział bez kwalifikacji              | Udział bez kwalifikacji             |
| 1960                             | Mistrzostwo                      | 1/16                             | 5                                | 3                                | 2                                | 0                                | 17                               | 6                                | . | jako YUG                             | 4                                    | 2                                    | 1                                    | 1                                    | 12                                   | 4                                   |
| 1964                             | Ćwierćfinał                      | 6/14                             | 5                                | 2                                | 0                                | 3                                | 14                               | 12                               | . | jako YUG                             | Kwalifikacja jako mistrz olimpijski  | Kwalifikacja jako mistrz olimpijski  | Kwalifikacja jako mistrz olimpijski  | Kwalifikacja jako mistrz olimpijski  | Kwalifikacja jako mistrz olimpijski  | Kwalifikacja jako mistrz olimpijski |
| 1968                             | Nie zakwalifikowała się          | Nie zakwalifikowała się          | Nie zakwalifikowała się          | Nie zakwalifikowała się          | Nie zakwalifikowała się          | Nie zakwalifikowała się          | Nie zakwalifikowała się          | Nie zakwalifikowała się          | . | jako YUG                             | Wycofała się                         | Wycofała się                         | Wycofała się                         | Wycofała się                         | Wycofała się                         | Wycofała się                        |
| 1972                             | Nie zakwalifikowała się          | Nie zakwalifikowała się          | Nie zakwalifikowała się          | Nie zakwalifikowała się          | Nie zakwalifikowała się          | Nie zakwalifikowała się          | Nie zakwalifikowała się          | Nie zakwalifikowała się          | . | jako YUG                             | 4                                    | 2                                    | 1                                    | 1                                    | 3                                    | 2                                   |
| 1976                             | Nie zakwalifikowała się          | Nie zakwalifikowała się          | Nie zakwalifikowała się          | Nie zakwalifikowała się          | Nie zakwalifikowała się          | Nie zakwalifikowała się          | Nie zakwalifikowała się          | Nie zakwalifikowała się          | . | jako YUG                             | 2                                    | 0                                    | 1                                    | 1                                    | 1                                    | 4                                   |
| 1980                             | IV miejsce                       | 4/16                             | 6                                | 3                                | 1                                | 2                                | 9                                | 7                                | . | jako YUG                             | 4                                    | 3                                    | 0                                    | 1                                    | 9                                    | 3                                   |
| 1984                             | III miejsce                      | 3/16                             | 6                                | 5                                | 0                                | 1                                | 16                               | 10                               | . | jako YUG                             | 6                                    | 4                                    | 1                                    | 1                                    | 14                                   | 6                                   |
| 1988                             | Faza grupowa                     | 10/16                            | 3                                | 1                                | 0                                | 2                                | 4                                | 4                                | . | jako YUG                             | 8                                    | 6                                    | 1                                    | 1                                    | 17                                   | 5                                   |
| 1992                             | Nie zakwalifikowała się          | Nie zakwalifikowała się          | Nie zakwalifikowała się          | Nie zakwalifikowała się          | Nie zakwalifikowała się          | Nie zakwalifikowała się          | Nie zakwalifikowała się          | Nie zakwalifikowała się          | . | jako YUG                             | 6                                    | 4                                    | 0                                    | 2                                    | 11                                   | 10                                  |

### Mistrzostwa świata
| Udział w mistrzostwach świata | Udział w mistrzostwach świata | Udział w mistrzostwach świata | Udział w mistrzostwach świata | Udział w mistrzostwach świata | Udział w mistrzostwach świata | Udział w mistrzostwach świata | Udział w mistrzostwach świata | Udział w mistrzostwach świata | . | Kwalifikacje do mistrzostw świata | Kwalifikacje do mistrzostw świata | Kwalifikacje do mistrzostw świata | Kwalifikacje do mistrzostw świata | Kwalifikacje do mistrzostw świata | Kwalifikacje do mistrzostw świata |
| Rok                           | Runda                         | Miejsce                       | M                             | W                             | R                             | P                             | B+                            | B-                            | . | M                                 | W                                 | R                                 | P                                 | B+                                | B-                                |
| ----------------------------- | ----------------------------- | ----------------------------- | ----------------------------- | ----------------------------- | ----------------------------- | ----------------------------- | ----------------------------- | ----------------------------- | - | --------------------------------- | --------------------------------- | --------------------------------- | --------------------------------- | --------------------------------- | --------------------------------- |
| 1930                          | Półfinał                      | 4/13                          | 3                             | 2                             | 0                             | 1                             | 7                             | 7                             | . |                                   |                                   |                                   |                                   |                                   |                                   |
| 1934                          | Nie zakwalifikowała się       | Nie zakwalifikowała się       | Nie zakwalifikowała się       | Nie zakwalifikowała się       | Nie zakwalifikowała się       | Nie zakwalifikowała się       | Nie zakwalifikowała się       | Nie zakwalifikowała się       | . | 2                                 | 0                                 | 1                                 | 1                                 | 3                                 | 4                                 |
| 1938                          | Nie zakwalifikowała się       | Nie zakwalifikowała się       | Nie zakwalifikowała się       | Nie zakwalifikowała się       | Nie zakwalifikowała się       | Nie zakwalifikowała się       | Nie zakwalifikowała się       | Nie zakwalifikowała się       | . | 2                                 | 1                                 | 0                                 | 1                                 | 1                                 | 4                                 |
| 1950                          | Faza grupowa                  | 5/13                          | 3                             | 2                             | 0                             | 1                             | 7                             | 3                             | . | 5                                 | 3                                 | 2                                 | 0                                 | 16                                | 6                                 |
| 1954                          | Ćwierćfinał                   | 8/16                          | 3                             | 1                             | 1                             | 1                             | 2                             | 3                             | . | 4                                 | 4                                 | 0                                 | 0                                 | 4                                 | 0                                 |
| 1958                          | Ćwierćfinał                   | 8/16                          | 4                             | 1                             | 2                             | 1                             | 7                             | 7                             | . | 4                                 | 2                                 | 2                                 | 0                                 | 7                                 | 2                                 |
| 1962                          | IV miejsce                    | 4/16                          | 6                             | 3                             | 0                             | 3                             | 10                            | 7                             | . | 4                                 | 3                                 | 1                                 | 0                                 | 11                                | 4                                 |
| 1966                          | Nie zakwalifikowała się       | Nie zakwalifikowała się       | Nie zakwalifikowała się       | Nie zakwalifikowała się       | Nie zakwalifikowała się       | Nie zakwalifikowała się       | Nie zakwalifikowała się       | Nie zakwalifikowała się       | . | 6                                 | 3                                 | 1                                 | 2                                 | 10                                | 8                                 |
| 1970                          | Nie zakwalifikowała się       | Nie zakwalifikowała się       | Nie zakwalifikowała się       | Nie zakwalifikowała się       | Nie zakwalifikowała się       | Nie zakwalifikowała się       | Nie zakwalifikowała się       | Nie zakwalifikowała się       | . | 6                                 | 3                                 | 1                                 | 2                                 | 19                                | 7                                 |
| 1974                          | II faza grupowa               | 7/16                          | 6                             | 1                             | 2                             | 3                             | 12                            | 7                             | . | 5                                 | 3                                 | 2                                 | 0                                 | 8                                 | 4                                 |
| 1978                          | Nie zakwalifikowała się       | Nie zakwalifikowała się       | Nie zakwalifikowała się       | Nie zakwalifikowała się       | Nie zakwalifikowała się       | Nie zakwalifikowała się       | Nie zakwalifikowała się       | Nie zakwalifikowała się       | . | 4                                 | 1                                 | 0                                 | 3                                 | 6                                 | 8                                 |
| 1982                          | Faza grupowa                  | 16/24                         | 3                             | 1                             | 1                             | 1                             | 2                             | 2                             | . | 8                                 | 6                                 | 1                                 | 1                                 | 22                                | 7                                 |
| 1986                          | Nie zakwalifikowała się       | Nie zakwalifikowała się       | Nie zakwalifikowała się       | Nie zakwalifikowała się       | Nie zakwalifikowała się       | Nie zakwalifikowała się       | Nie zakwalifikowała się       | Nie zakwalifikowała się       | . | 8                                 | 3                                 | 2                                 | 3                                 | 7                                 | 8                                 |
| 1990                          | Ćwierćfinał                   | 5/24                          | 5                             | 3                             | 1                             | 1                             | 8                             | 6                             | . | 8                                 | 6                                 | 2                                 | 0                                 | 16                                | 6                                 |

### Mistrzostwa Europy
| Udział w mistrzostwach Europy | Udział w mistrzostwach Europy | Udział w mistrzostwach Europy | Udział w mistrzostwach Europy | Udział w mistrzostwach Europy | Udział w mistrzostwach Europy | Udział w mistrzostwach Europy | Udział w mistrzostwach Europy | Udział w mistrzostwach Europy | . | Kwalifikacje do mistrzostw Europy | Kwalifikacje do mistrzostw Europy | Kwalifikacje do mistrzostw Europy | Kwalifikacje do mistrzostw Europy | Kwalifikacje do mistrzostw Europy | Kwalifikacje do mistrzostw Europy |
| Rok                           | Runda                         | Miejsce                       | M                             | W                             | R                             | P                             | B+                            | B-                            | . | M                                 | W                                 | R                                 | P                                 | B+                                | B-                                |
| ----------------------------- | ----------------------------- | ----------------------------- | ----------------------------- | ----------------------------- | ----------------------------- | ----------------------------- | ----------------------------- | ----------------------------- | - | --------------------------------- | --------------------------------- | --------------------------------- | --------------------------------- | --------------------------------- | --------------------------------- |
| 1960                          | II Miejsce                    | 2/4                           | 2                             | 1                             | 0                             | 1                             | 6                             | 6                             | . | 4                                 | 2                                 | 1                                 | 1                                 | 9                                 | 4                                 |
| 1964                          | Nie zakwalifikowała się       | Nie zakwalifikowała się       | Nie zakwalifikowała się       | Nie zakwalifikowała się       | Nie zakwalifikowała się       | Nie zakwalifikowała się       | Nie zakwalifikowała się       | Nie zakwalifikowała się       | . | 4                                 | 2                                 | 1                                 | 1                                 | 6                                 | 5                                 |
| 1968                          | II Miejsce                    | 2/4                           | 3                             | 1                             | 1                             | 1                             | 2                             | 3                             | . | 6                                 | 4                                 | 1                                 | 1                                 | 14                                | 5                                 |
| 1972                          | Nie zakwalifikowała się       | Nie zakwalifikowała się       | Nie zakwalifikowała się       | Nie zakwalifikowała się       | Nie zakwalifikowała się       | Nie zakwalifikowała się       | Nie zakwalifikowała się       | Nie zakwalifikowała się       | . | 8                                 | 3                                 | 4                                 | 1                                 | 7                                 | 5                                 |
| 1976                          | IV Miejsce                    | 4/4                           | 2                             | 0                             | 0                             | 2                             | 4                             | 7                             | . | 8                                 | 6                                 | 1                                 | 1                                 | 15                                | 5                                 |
| 1980                          | Nie zakwalifikowała się       | Nie zakwalifikowała się       | Nie zakwalifikowała się       | Nie zakwalifikowała się       | Nie zakwalifikowała się       | Nie zakwalifikowała się       | Nie zakwalifikowała się       | Nie zakwalifikowała się       | . | 6                                 | 4                                 | 0                                 | 2                                 | 14                                | 6                                 |
| 1984                          | Faza grupowa                  | 8/8                           | 3                             | 0                             | 0                             | 3                             | 2                             | 10                            | . | 6                                 | 3                                 | 2                                 | 1                                 | 12                                | 11                                |
| 1988                          | Nie zakwalifikowała się       | Nie zakwalifikowała się       | Nie zakwalifikowała się       | Nie zakwalifikowała się       | Nie zakwalifikowała się       | Nie zakwalifikowała się       | Nie zakwalifikowała się       | Nie zakwalifikowała się       | . | 6                                 | 4                                 | 0                                 | 2                                 | 13                                | 9                                 |
| 1992                          | Dyskwalifikacja               | Dyskwalifikacja               | Dyskwalifikacja               | Dyskwalifikacja               | Dyskwalifikacja               | Dyskwalifikacja               | Dyskwalifikacja               | Dyskwalifikacja               | . | 8                                 | 7                                 | 0                                 | 1                                 | 24                                | 4                                 |